# Montagnes Pinaleño
Les montagnes Pinaleño – Pinaleño Mountains en anglais – sont un massif de montagnes dans le comté de Graham, dans l'État américain de l'Arizona. Leur point culminant est le mont Graham, lequel atteint 3 267 mètres d'altitude.